# 仙台空襲
仙台空襲（せんだいくうしゅう）は、第二次世界大戦末期の1945年（昭和20年）7月10日にアメリカ軍によって行われた宮城県仙台市への空襲（戦略爆撃）。この空襲によって仙台の中心部は焼け野原になった。

## 空襲の経過
太平洋戦争中の日本本土空襲のうち、初期のものは航空母艦や中国内陸部の基地から発進した爆撃機によるものであり、航続距離の制限から爆撃できる範囲は限られ、攻撃対象も限定的で軍需工場が主な目標とされていた。しかし1944年（昭和19年）6月、アメリカ軍がマリアナ諸島を制圧した事で北海道を除く日本本土の大部分が爆撃機ボーイングB-29の航続距離内となり、また、無差別爆撃を主張していたアメリカ陸軍航空軍のカーチス・ルメイ少将が1945年（昭和20年）1月にグアム島第21爆撃集団司令官に着任してからは、日本各地の都市に対して無差別爆撃が行われるようになった。
1945年（昭和20年）5月、仙台の偵察飛行が行われ、街の様子が上空から撮影された。アメリカ軍は仙台を、工業面での重要性はないが、住宅が密集し延焼を防ぐ広い道路や広場がほとんどないといった点から、焼夷弾攻撃に適した都市であり、心理的効果も期待できると評価していた。アメリカ軍は大規模空襲に先立ち「仙台よい町 森の町 7月10日は灰の町」と印刷したビラを空から撒き、空襲を予告していたという。
同年7月9日、アメリカ陸軍航空軍第20航空軍所属の第58爆撃飛行団に出撃命令が出され、日本時間16時3分、131機のB-29がテニアン西飛行場を出撃した。不具合で引き返した機を除く123機が仙台上空に到達した。
一方、仙台市では同日21時30分に空襲警報が発令されていたが、22時22分に解除された。22時56分に再び警報が発令されたが、これもまもなく解除された。仙台市への空襲はこの後、7月10日になって始まった。空襲開始時刻は0時3分頃で、0時5分にみたび空襲警報が発令された。

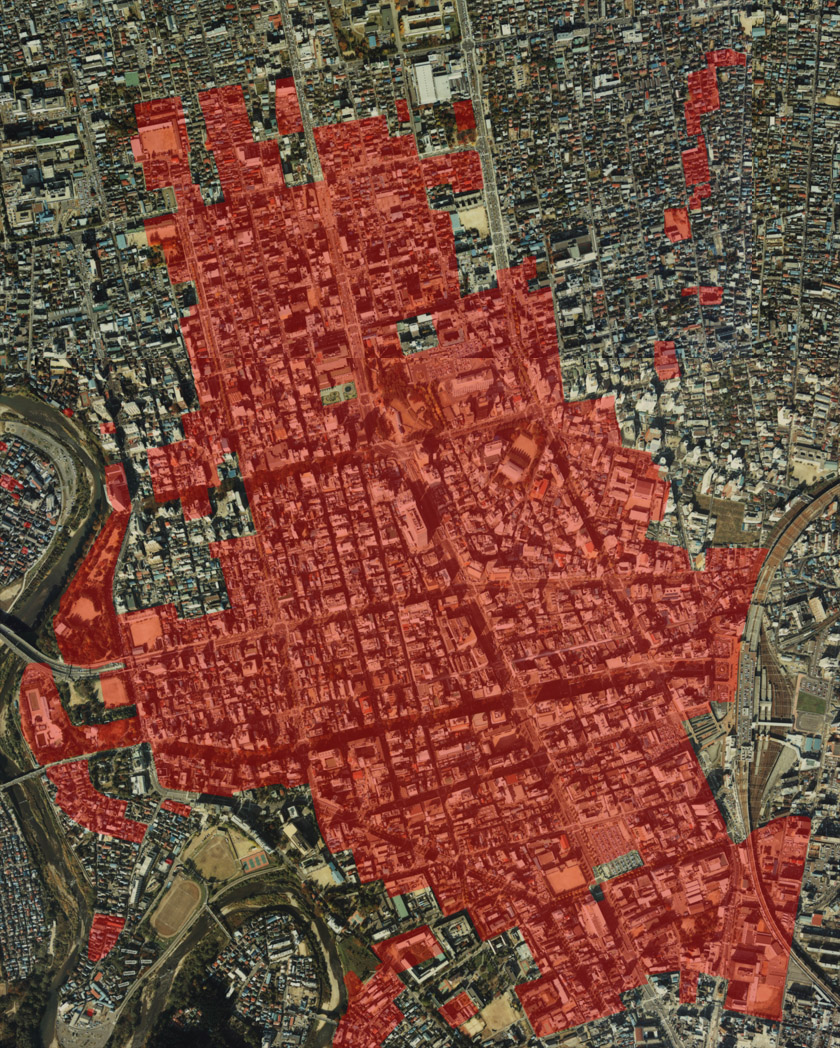
仙台空襲被災区域。市中心部の多くが焦土と化した。（国土画像情報(カラー空中写真)[1984]:国土交通省に、終戦直後の調査記録（赤色部分）を半透明で重ねて表示（オーバーレイ）処理。）

爆撃飛行団は高度約10,000フィート（約3,000メートル）より、2、3機から5機くらいの編成で25波に分かれ、仙台市内を約2時間にわたって空襲し、市中心部は焦土と化した。アメリカ軍は焼夷弾の投下目標となる中心点を事前に撮影した空中写真上に定めていて、この座標は新伝馬町と東三番丁の交点に相当した。日本側の記録でも新伝馬町や東二番丁、大町が最初に集中攻撃を受けたとある。
7月中に仙台市役所の防衛課がまとめた調査報告によると、被災戸数は1万1933戸、被災人口は5万7321人、死者は987人、重傷者は260人、軽症者は1423人、行方不明者は50人だった。仙台空襲の体験談や犠牲者について、戦後に仙台市民が『仙台空襲』（1973年）と『仙台はフェニックス』（1995年）という2冊の本を編纂した。『仙台はフェニックス』は『仙台空襲』に掲載された犠牲者名簿を精査、再検討を加え、空襲による犠牲者は1064人、犠牲になったと推測される身元不明者や行方不明者など335人がいたと記している。ただし、この犠牲者数には7月10日以後に行われた銃爆撃による犠牲者数名も含まれている。犠牲者が多かったため、一部は広瀬川の河川敷で火葬された。
市街地が焼け野原と化したため、「仙台駅から西公園が見えるようになった」、「肴町から仙台駅が見えた」との体験談が語られている。また、市街地の他に仙台城も被災し、大手門と脇櫓が焼失、二の丸にあった第二師団も被害を受けた。また伊達政宗の霊廟である瑞鳳殿も焼失した（政宗の遺体は無事であった）。大手門と脇櫓、瑞鳳殿は国宝であり、空襲で仙台市の国宝は大崎八幡宮だけが残った。一方で、苦竹にあった東京第一陸軍造兵廠仙台製造所（現陸上自衛隊仙台駐屯地）は空襲を受けなかった。
アメリカ軍の損失は、テニアン西飛行場で離陸に失敗して炎上した1機（全乗員脱出）のみであった。しかし、東北軍管区司令部は「撃墜5 撃破12」という虚偽の戦果を発表した。
アメリカ軍による地方都市空襲は、複数の都市に対して同時に行われるのが通例であり、この夜は仙台のほか和歌山空襲、堺空襲、岐阜空襲、四日市空襲が行われた。

## 投下焼夷弾
アメリカ軍の資料によると仙台空襲で投下された焼夷弾および集束焼夷弾は1万2961発、911.3トンである。一部の文献では917.6トンと記され、高性能爆弾8発を含むとされるが、これは照明弾(photoflash)の誤訳の可能性がある。
投下された焼夷弾の種類は
M-47100ポンド膠化ガソリン爆弾（大型油脂焼夷弾）
M-69500ポンド集束焼夷弾（M-69小型油脂焼夷弾2.7kg48個入り）
M-17500ポンドエレクトロン集束焼夷弾（マグネシウム、テルミット小型焼夷弾1.8kg48個入り）
である。
このうち2,155個が集束焼夷弾（M-69、M-17）だった。従って小型焼夷弾の個数は2,155×48＝103,440個、大型焼夷弾の個数は12,960－2,155＝10,805となり、計114,245個の焼夷弾が投下されたことになる。

## 戦災復興事業
仙台市電は市中心部の多くの路線で被害を受けたが、車庫にあった車両に被害はなかったため、翌11日には早くも折り返し運転を行い、終戦後の8月20日に全線復旧し、戦災復興の一翼を担った。一方で被災地の復興は遅れ、被災者らは1945年（昭和20年）11月3日には仙台市で「戦災者大会」を開き、旧日本軍払い下げ物資の被災者への優先配布や、土地国家管理による住宅建設などを要求するに到った。
復興事業については、宮城県が7月のうちから戦時住宅や幅員の広い幹線道路を建設する計画を練っていたが、終戦を迎えたためこれは実現せず、終戦後に改めて宮城県土木計画課が内務省の指導下で復興計画を策定していた。しかし同年12月に、市町村長が事業権限を持つのが望ましいとする内容を含む「戦災復興都市計画の基本方針」を政府が閣議決定したことを受けて、1946年（昭和21年）2月に仙台の市会が全会一致で仙台市自身が事業主体となることを決め、県や国と協力しながら復興事業を進めることになった。
1946年（昭和21年）4月に市議会議員全員44名と学識経験者20名の総員64名から構成される「仙台市戦災復興委員会」が設けられ、そのうち23名は「復興常任委員」として常時参画が期待された。さらに、同年5月には復興事業の実施機関、復興局が新設された。同6月、公選による初めての首長として、岡崎栄松が市長に就任して復興計画を主導、復興委員会による検討と併せて都市計画街路、公園緑地等が同年8月にまとめられた。この最終案は同11月に戦災復興院の許可を得て決定し、青葉通りや広瀬通りなどの大通りの建設や、西公園や勾当台公園などの公園整備を含めた具体的な復興事業が始まった。
住宅が不足していたため、防空壕へ避難し助かったが住居を失った被災者の中には、1947年ごろまで壕に住み続けた例もあった。
復興計画は、当初戦災を受けた仙台市の中心部、川内地区、米ヶ袋地区を合わせて423.5ヘクタールを土地区画整理として行う計画だった。しかし川内地区が米軍に接収された他、仙台駅の東側を新寺小路都市改造事業に移すなどの変更があり、291.1ヘクタールについて事業が施行された。
手法土地区画整理事業として行う、区域内の地権者25%の土地の提供を受け（25%の減歩）区域内の道路、公園緑地を整備する事業だった。1961年（昭和36年）3月に15年を要してほぼ工事関係が完了した。1977年（昭和52年）10月に30年を要して換地などの精算事務の精算金などの徴収、支払いの一部を除き、全て完了した。これによって全国の復興事業を実施した102市の中で屈指の成果を上げて戦災事業は完了し街の面目が一新された。
| 総事業費            | 12億7千万円（国・県補助3億9千万円、市債8億8千万円）      |
| 施行面積            | 291.1ha                                                  |
| 都市計画道路 19路線 | 18,500m 2.5倍（面積） 整理前 336,000m2 整理後 825,000m2  |
| 都市計画公園 14箇所 | 9倍 整理前 22,800m2 整理後 181,800m2                     |
| 公共用地            | 1,006,800m2 3倍（面積） 整理前 22,800m2 整理後 181,800m2 |
| 建物の移転          | 3,170件（うち堅牢建物11件）                              |

無電柱
都市部の東一番丁通、東二番丁通、青葉通、広瀬通、定禅寺通錦町線、長町堤町線6路線を地下配線化し、無電柱化地帯にする。建設大臣表彰を受ける。
寺院の移転
区域内の寺院を北山霊園に移転し街の中から墓碑を無くした。満願寺、光円寺、大聖寺、宮城県神職会の墓地。
学校の移転
常盤木学園、育英学園、仙台中学校、仙台商業学校を区域外に移転する。
動物園の移転
仙台市動物園を評定河原から三居沢へ移転。子供動物園として1957年（昭和32年）10月開園。

## 追悼施設
空襲の様相は仙台市戦災復興記念館に展示されている。
「戦災死歿精霊供養碑」（せんさいしぼつしょうりょうくようひ）は、仙台市が建立した仙台空襲の犠牲者の供養碑。「奈津子・十一才の夏」は、仙台空襲の犠牲者の1人である奈津子（当時11歳）をモチーフにしたブロンズ像で、戦後50年を記念して市民有志から寄贈された。
仙台市「戦災死歿精霊供養碑」
- 所在 ： 仙台市北山霊園（北緯38度17分2.1秒 東経140度51分10.2秒 / 北緯38.283917度 東経140.852833度）
- 住所 ： 宮城県仙台市青葉区北山2丁目10-1
- 建立年 ： 1951年（昭和26年）9月24日[16]

ブロンズ像「奈津子・十一才の夏」
- 所在 ： 仙台市戦災復興記念館（北緯38度15分38.8秒 東経140度52分1.7秒 / 北緯38.260778度 東経140.867139度）
- 住所 ： 宮城県仙台市青葉区大町2丁目12-1
- 建立年 ： 1995年（平成7年）8月15日[16]

## その他の宮城県の空襲
7月10日の仙台空襲以外にも仙台市や宮城県は空襲に遭っている。そのため、仙台市戦災復興記念館では7月10日の仙台空襲を特に仙台大空襲とも呼んでいる。宮城県の受けた空襲並びに爆撃機の飛来記録を以下に記す。宮城県全体で死者1170人、消失建造物12821戸といわれる。
- 1944年（昭和19年）
  - 12月29日5時42分、塩竈市にB-29一機が焼夷弾約300個を投下。この機体は岩手県の偵察の帰りに塩釜を爆撃したものと考えられている。消失家屋数440戸、被災者2,142名、死傷者3名。これが宮城県で最初の空襲となった。
- 1945年（昭和20年）
  - 3月10日、東京大空襲の日に東京以外の日本各地に少数機による分散空襲が行われた。これは日本側の防衛体制分断を図るためと考えられている。宮城県ではB-29三機が蔵王連峰の不忘山に激突墜落し、34名の死体が収容されている。また、B-29二機が霞の目飛行場付近に焼夷弾を投下し2戸が全焼している。
  - 5月25日、B-29による仙台空襲のための偵察飛行が行われ、上空8000フィートから仙台市内の空中写真が撮影された。
  - 6月以降、岩沼市の矢ノ目飛行場（第104飛行部隊）への空襲
  - 7月5日、B-29二機が芦の口に爆弾3個を投下した。
  - 7月10日、仙台大空襲。
  - 7月11日、岩沼市玉浦・千賀地区への空襲、家屋11戸が全焼。
  - 7月12日、B-29一機が仙台近郊に焼夷弾36個を投下した。
  - 7月13日、艦載機が飛来する。17日、艦載機が仙台飛行場を銃爆撃する。
  - 7月25日、B-29一機が仙台上空を北上する。
  - 8月9日、10日、日本各地が艦載機数百機で銃爆撃される。宮城県の銃爆撃地は以下の通り。
    - 東京第一陸軍造兵廠仙台製造所、霞の目飛行場。
    - 石巻、戦闘機が船舶、電話局、飛行場を攻撃、中瀬の村上海軍造船所[注釈 2]で犠牲者6名。
    - 女川、海軍防備隊基地があった女川港から町中心部にかけてグラマン戦闘機編隊による機銃掃射。軍艦・運搬船20隻が撃沈、乗組員等200人が死亡。女川駅前の家屋も被害を受ける。ほかに日本軍が駐屯していた江ノ島も攻撃され、死者19人、負傷者16人。
    - 矢本（現在の東松島市）、松島海軍航空隊の矢本飛行場の軍機の大半が爆撃撃破される。
    - 多賀城海軍工廠
    - 岩沼、岩沼駅に空襲。
    - 船岡
    - 亘理、亘理駅発仙台行き列車が吹田付近でグラマン戦闘機の機銃掃射で多数の負傷者と6人の死者。
    - 小牛田、グラマン十数機が飛来、小牛田駅の鉄道施設や野田橋への攻撃で死傷者。
    - 気仙沼、グラマンの編隊が飛来、各地で爆撃と機銃掃射、鹿折地区で死者18人。
    - 古川市（現在の大崎市）、数機の戦闘機が爆弾投下、死者7人、負傷者8人。